# Sovietización de los Estados bálticos
La sovietización de los Estados bálticos se refiere a la sovietización de todas las esferas de la vida en Estonia, Letonia y Lituania tras ser anexadas por la Unión Soviética. El primer período trata de la ocupación desde junio de 1940 hasta julio de 1941 cuando comenzó la ocupación alemana. El segundo período abarca desde 1944, cuando las fuerzas soviéticas expulsaron a los alemanes, hasta 1991, cuando se declaró la independencia.

## Acontecimientos posteriores a la anexión

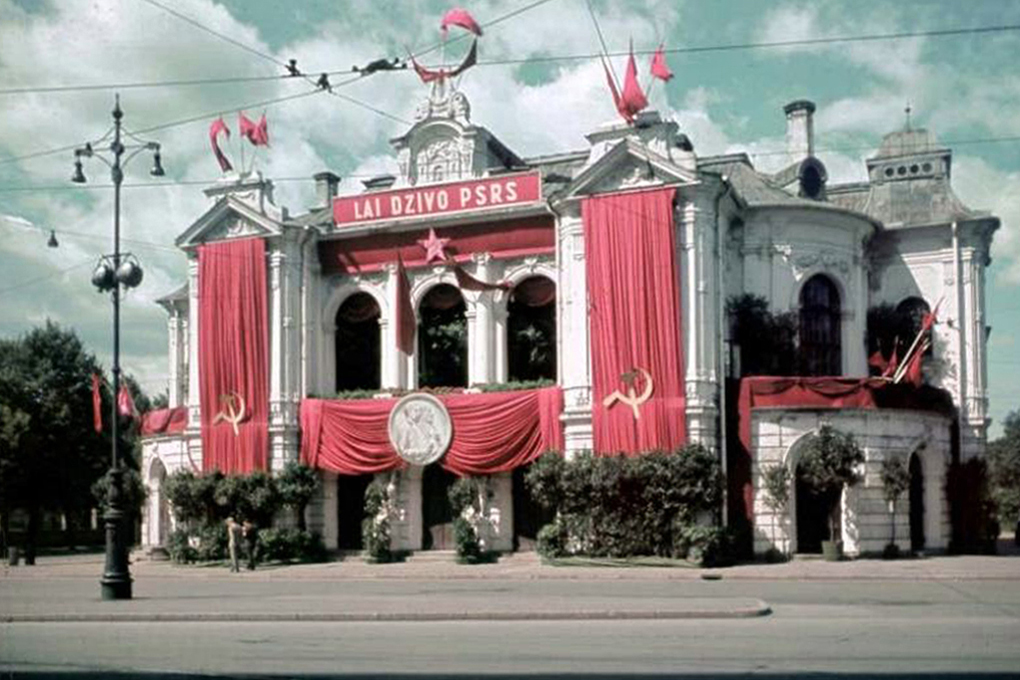
Teatro Nacional de Letonia en 1940 que albergaba el Parlamento del Pueblo decorado con símbolos soviéticos (hoz y martillo, estrella roja, banderas rojas y un retrato doble de Lenin y Stalin). El texto en la parte superior dice «¡Viva la URSS!»

Después de la anexión soviética de Estonia, Letonia y Lituania en 1940, las represiones siguieron con las deportaciones masivas llevadas a cabo por los soviéticos. Las Instrucciones de Serov, «Sobre el procedimiento para llevar a cabo la deportación de elementos antisoviéticos de Lituania, Letonia y Estonia», contenían instrucciones detalladas sobre los procedimientos y protocolos a observar en la deportación de ciudadanos bálticos. Los partidos comunistas locales surgieron de la clandestinidad con 1500 miembros en Lituania, 500 en Letonia y 133 miembros en Estonia.

## Gobiernos de transición

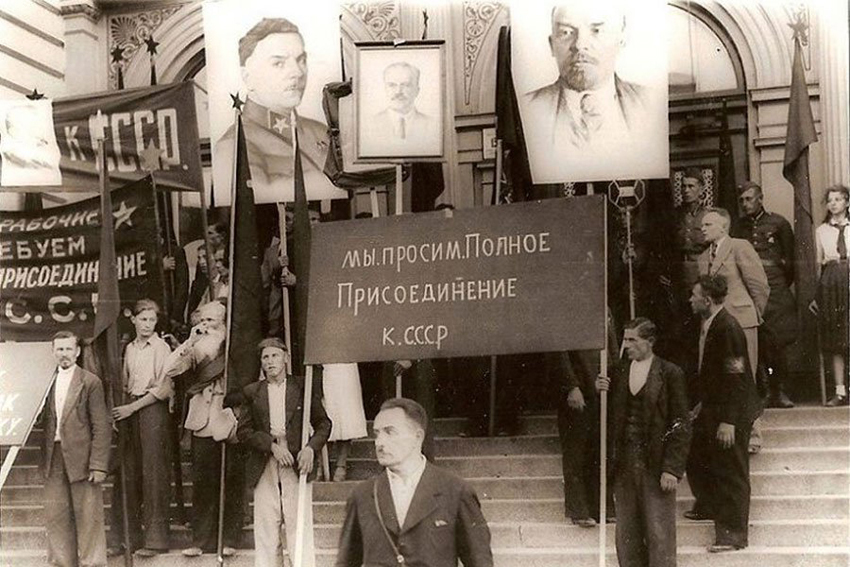
Manifestación de propaganda soviética en Liepāja, 1940. Carteles en ruso dicen: «¡Exigimos la plena adhesión a la URSS!».

Los soviets empezaron una transformación constitucional de los Estados bálticos al formar, en primer lugar, gobiernos populares transitorios. Los partidos comunistas locales emergieron de la clandestinidad con 1500 miembros en Lituania, 500 en Letonia y 133 en Estonia. Dirigidos por colaboradores cercanos a Stalin, los partidarios comunistas locales y aquellos inmigrados desde Rusia forzaron a los presidentes y los gobiernos de los tres países a renunciar, siendo sustituidos por los gobiernos provisionales.
Los soviets no instalaron inmediatamente a los líderes virtualmente desconocidos de los diminutos partidos comunistas existentes en cada Estado. Más bien, formaron una amplia coalición de izquierda, al mismo tiempo que emisarios soviéticos presentaban listas para los miembros del gabinete. En un primer momento, los gabinetes negaron cualquier intención de establecer regímenes soviéticos, menos aun la incorporación a la Unión Soviética; en su lugar, defendieron la remoción de políticos «fascistas» de sus cargos. A fines de junio e inicios de julio de 1940, los gabinetes anunciaron que los partidos comunistas serían los únicos partidos políticos legales. Toda actividad pública no comunista fue proscrita, mientras que los grupos políticos, sociales, ideológicos y religiosos fueron disueltos tras ser absorbidos por asociaciones comunistas. Las fuerzas policíacas fueron remplazadas por milicias especialmente reclutadas. Los denominados «Ejércitos populares» fueron rápidamente sovietizados en preparación para su eventual absorción en el Ejército Rojo.

## Elecciones y gobierno provisional
El 14 y 15 de julio de 1940, los comunistas locales leales a la Unión Soviética llevaron a cabo elecciones parlamentarias amañadas para los «Parlamentos del Pueblo». Debido a las restricciones electorales recién instaladas, solo los comunistas y sus aliados podían presentarse efectivamente. Los resultados de las elecciones fueron completamente fabricados para dar a los comunistas grandes mayorías: el servicio de prensa soviético los publicó antes, con el resultado de que ya habían aparecido impresos en un periódico de Londres 24 horas antes del cierre de las urnas.
Las nuevas asambleas se reunieron por primera vez a fines de julio, en cada caso con una sola orden del día: peticiones para unirse a la Unión Soviética. Esto desmentía las afirmaciones previas a las elecciones de que no se tomaría tal medida. En cada caso, las peticiones fueron aprobadas. A su debido tiempo, la Unión Soviética «aceptó» las tres peticiones y anexó formalmente los tres países. La Unión Soviética y más tarde Rusia, utilizaron estos votos para reforzar su afirmación de que los pueblos bálticos habían solicitado voluntariamente unirse a la Unión Soviética después de llevar a cabo revoluciones socialistas en sus países. También se establecieron tribunales públicos para castigar a los «traidores al pueblo»: aquellos que no habían cumplido con el «deber político» de votar a sus países en la URSS.